# ブロードアピール
ブロードアピール（Broad Appeal、1994年4月13日 - 2021年9月8日）は日本の競走馬、繁殖牝馬。小さなストライド（歩幅）から繰り出す直線一気の強烈な追い込み戦法で、地方交流含む短距離のGⅢ級競走6勝を挙げた。福岡市にあるブロードアピールは全く関係がない。
馬名の由来は、父名の一部＋母父名の一部。

## 来歴
デビューが大きく遅れた同馬は5歳（現4歳）の秋になった1998年9月12日、4歳上500万下（札幌・芝1200メートル）のレースで初出走し、8番人気という低評価ながら3着と好走する。続いて連闘で4歳上500万下（札幌・ダート1000メートル）のレースに挑むと、評価を2番人気にまで上げ、2着とハナ差の接戦を制し初勝利を挙げる。次走こそ敗北したが芝コースの500万下から900万下の芝のレースを4連勝し、初重賞京都牝馬特別で3着という成績を残し、芝の適性を証明することとなった。一方で、これらは後年ダート路線で活躍することとなる当馬の路線転向が遅れた要因の一つにもなっている。
その後も芝コースの重賞で好走を続け、初勝利戦以来ダート戦を使うことはなく、第5回シルクロードステークスで重賞初勝利をあげたが、このレースが芝での最後の勝利となった。
高松宮記念8着、マイラーズカップ12着と惨敗を喫した後、2000年5月14日初勝利戦以来のダート戦となるオープン特別の栗東ステークス（ダート1200メートル）に出走すると、牡馬を含めても最高斤量（57キログラム）でしかも6番人気という低評価でもあったにもかかわらず鋭い追い込みでエイシンサンルイス、サウスヴィグラスらを破ってレコード勝ちを収めた。しかしこの時点で陣営はダート路線への転換をせず、函館スプリントステークス、キーンランドカップ（当時はオープン特別）、スプリンターズステークス、スワンステークスと4戦続けて芝のレースを使い続けたがいずれも勝利を収めることは出来なかった。なお、スプリンターズステークスではダイタクヤマトの4着という成績を残している。

### 転機となった根岸ステークス
ブロードアピールの転機ともいえるのが、3戦目のダート戦となった第14回根岸ステークスである。デビュー以来ダート戦では2戦2勝であったが、芝のレースを重点的に使われそれなりの成績を残していた。しかしながら前述の栗東ステークスでのレコード勝ちという実績もあり1番人気に支持されることとなった。鞍上にシルクロードステークスで騎乗した武幸四郎を起用してのレースは最後方からのスタートとなり、先頭が残り400メートルの標識を通過する直前まで最後方に位置していたが、そこから後に鬼脚と呼ばれる末脚を見せる。直線だけで7馬身以上離れ、更に残り200メートル標識通過時点で5馬身ほど離れた先頭を差し切り、逆に2着のエイシンサンルイスに1 1/4差をつけて重賞2勝目を飾った。
記録の残る1984年から当レース以前までに、ダートの良馬場1200mで上がり3ハロンを34秒台で勝った馬は3頭しかいないばかりか34秒8が最速であったため、ブロードアピールの34秒3はそれらを大きく上回る記録であった。その後、当レースから2021年11月12日までの期間で上がり3ハロン34秒3以上を記録したのは、2002年ガーネットステークスでブロードアピールが再び記録した34秒3と、シルクフォーチュンの34秒1（2010年 出石特別）のみである。
このときのレースがあまりにも衝撃的であったためか、JRAにおける2007年の年間キャンペーン「FEEL LIVE」の特設サイトで行われた「FEEL LIVE ベストテン」と称するレース投票企画では、用意されている20候補のなかにブロードアピールが勝利を収めた第14回根岸ステークスも含まれている。
この勝利以降もダート短距離のレースを走り続け、2001年のプロキオンステークスを制した際には、鞍上のケント・デザーモが「飛んでいるようだった」とコメントを残した。8歳になった2002年の年明けにはガーネットステークスを勝利する。JRAで8歳牝馬が平地重賞を勝ったのはこの馬が初めてである（交流重賞では後に牝馬のメイショウバトラーが平地重賞マリーンカップを8歳、9歳時に連覇している）。そしてその年のドバイゴールデンシャヒーンにも参戦し、5着という戦績を残して引退した。GII以上での最高着順は第1回JBCスプリントでの2着。
ダートのレースでの安定感は抜群であった。引退レースとなった前述のドバイゴールデンシャヒーンでの5着を除いたダート戦においては全て3着以内を確保しており、日本国内でのダート戦では全て3着以内を確保しているが、その内訳も1着7回・2着2回・3着2回と勝率にして63%・連対率にして81%にもなる。直線での末脚に賭ける追い込み馬は、その末脚が不発だと大敗を喫するケースがあることを考慮に入れると、この数値は優秀である。
ブロードアピールは短距離路線を中心に使われ、1600メートルを超えるレースには一度も出走していない。ダート戦に限定すると全て1400メートル以下のレースに出走している。

## 競走成績
以下の内容は、netkeiba.comの情報に基づく。
| 競走日     | 競馬場       | 競走名              | 格     | 距離（馬場）  | 頭数 | 枠番 | 馬番 | オッズ （人気） | 着順 | タイム （上がり3F） | 着差 | 騎手       | 斤量 [kg] | 1着馬（2着馬）         | 馬体重 |
| ---------- | ------------ | ------------------- | ------ | ------------- | ---- | ---- | ---- | --------------- | ---- | ------------------- | ---- | ---------- | --------- | ---------------------- | ------ |
| 1998.09.12 | 札幌         | 4歳上500万下        |        | 芝1200m（良） | 15   | 3    | 6    | 19.3（8人）     | 3着  | 1:11.1（36.4）      | 0.4  | 横山賀一   | 55        | プリンセスカーラ       | 474    |
| 0000.09.20 | 札幌         | 4歳上500万下        |        | ダ1000m（良） | 12   | 3    | 3    | 3.7（2人）      | 1着  | 59.5（36.5）        | 0.0  | 横山賀一   | 55        | （アプサラ）           | 466    |
| 0000.10.25 | 京都         | 堀川特別            | 500万  | 芝1600m（良） | 18   | 5    | 9    | 3.3（2人）      | 11着 | 1:37.7（38.3）      | 1.9  | 岡部幸雄   | 55        | ゴールデンレリーフ     | 460    |
| 0000.11.14 | 京都         | 4歳上500万下        |        | 芝1200m（良） | 18   | 7    | 14   | 6.1（4人）      | 1着  | 1:09.0（34.3）      | -0.5 | 武幸四郎   | 54        | （ハギノオベイション） | 460    |
| 0000.11.29 | 中京         | 清洲特別            | 500万  | 芝1200m（良） | 16   | 1    | 1    | 2.0（1人）      | 1着  | 1:10.2（34.9）      | -0.5 | 秋山真一郎 | 55        | （アーネストリーラン） | 458    |
| 0000.12.26 | 阪神         | 4歳上900万下        |        | 芝1600m（良） | 14   | 5    | 8    | 2.4（1人）      | 1着  | 1:35.5（35.5）      | -0.3 | 武豊       | 55        | （テンザンストーム）   | 466    |
| 1999.01.05 | 京都         | 室町特別            | 900万  | 芝1200m（良） | 15   | 8    | 15   | 1.2（1人）      | 1着  | 1:08.8（34.0）      | -0.3 | O.ペリエ   | 55        | （フィールドノンノン） | 460    |
| 0000.01.30 | 京都         | 京都牝馬特別        | GIII   | 芝1600m（良） | 16   | 2    | 4    | 3.5（1人）      | 3着  | 1:35.6（35.0）      | 0.4  | 武豊       | 53        | マルカコマチ           | 464    |
| 0000.03.06 | 阪神         | うずしおS           | 1600万 | 芝1400m（良） | 13   | 3    | 3    | 1.3（1人）      | 1着  | 1:20.8（34.1）      | -0.7 | 武豊       | 55        | （ニシノファイナル）   | 462    |
| 0000.04.01 | 阪神         | 阪急杯              | GIII   | 芝1200m（良） | 16   | 4    | 7    | 1.9（1人）      | 2着  | 1:08.8（34.5）      | 0.2  | 武豊       | 53        | キョウエイマーチ       | 466    |
| 0000.05.15 | 東京         | 京王杯スプリングC   | GII    | 芝1400m（良） | 18   | 4    | 8    | 8.2（3人）      | 6着  | 1:20.8（33.9）      | 0.3  | 柴田善臣   | 55        | グラスワンダー         | 462    |
| 0000.05.23 | 中京         | 高松宮記念          | GI     | 芝1200m（良） | 16   | 6    | 11   | 10.6（6人）     | 6着  | 1:08.6（34.3）      | 0.6  | 安藤勝己   | 55        | マサラッキ             | 460    |
| 0000.10.03 | 阪神         | セントウルS         | GIII   | 芝1400m（良） | 13   | 5    | 6    | 2.9（1人）      | 5着  | 1:21.4（34.8）      | 0.7  | 武幸四郎   | 54        | エイシンガイモン       | 464    |
| 0000.10.30 | 京都         | スワンS             | GII    | 芝1400m（良） | 12   | 4    | 4    | 4.3（2人）      | 2着  | 1:20.5（33.6）      | 0.3  | 武豊       | 55        | ブラックホーク         | 462    |
| 0000.11.27 | 東京         | 富士S               | GIII   | 芝1400m（良） | 18   | 1    | 2    | 2.4（1人）      | 2着  | 1:21.9（35.9）      | 0.5  | M.キネーン | 54        | レッドチリペッパー     | 460    |
| 0000.12.19 | 阪神         | 阪神牝馬特別        | GII    | 芝1600m（良） | 16   | 8    | 16   | 4.9（3人）      | 7着  | 1:34.4（34.6）      | 0.8  | 安藤勝己   | 55        | ハイフレンドコード     | 462    |
| 2000.01.30 | 京都         | 京都牝馬特別        | GIII   | 芝1600m（良） | 11   | 1    | 1    | 8.1（4人）      | 8着  | 1:35.4（34.4）      | 0.5  | 武豊       | 55        | スティンガー           | 468    |
| 0000.02.06 | 京都         | シルクロードS       | GIII   | 芝1200m（不） | 14   | 8    | 13   | 9.1（4人）      | 1着  | 1:09.5（34.5）      | -0.2 | 武幸四郎   | 55        | （トロットスター）     | 466    |
| 0000.03.26 | 中京         | 高松宮記念          | GI     | 芝1200m（良） | 17   | 2    | 3    | 25.9（5人）     | 8着  | 1:08.9（34.6）      | 0.3  | 武幸四郎   | 55        | キングヘイロー         | 460    |
| 0000.04.15 | 阪神         | マイラーズC         | GII    | 芝1600m（良） | 18   | 1    | 2    | 19.1（9人）     | 12着 | 1:35.3（36.9）      | 1.0  | 武幸四郎   | 55        | マイネルマックス       | 466    |
| 0000.05.14 | 京都         | 栗東S               | OP     | ダ1200m（重） | 16   | 5    | 10   | 14.1（6人）     | 1着  | 1:09.2（34.1）      | 0.0  | 松永幹夫   | 57        | （エイシンサンルイス） | 466    |
| 0000.07.02 | 函館         | 函館スプリントS     | GIII   | 芝1200m（良） | 14   | 2    | 2    | 2.2（1人）      | 6着  | 1:09.4（34.7）      | 0.7  | 松永幹夫   | 54        | タイキトレジャー       | 466    |
| 0000.08.27 | 札幌         | キーンランドC       | OP     | 芝1200m（良） | 13   | 6    | 9    | 3.6（1人）      | 3着  | 1:09.9（35.3）      | 0.4  | 松永幹夫   | 56        | メジロダーリング       | 474    |
| 0000.10.01 | 中山         | スプリンターズS     | GI     | 芝1200m（稍） | 16   | 6    | 12   | 26.7（8人）     | 4着  | 1:08.9（34.5）      | 0.3  | 松永幹夫   | 55        | ダイタクヤマト         | 468    |
| 0000.10.28 | 京都         | スワンS             | GII    | 芝1400m（良） | 17   | 4    | 8    | 4.3（2人）      | 4着  | 1:20.7（33.9）      | 0.3  | 松永幹夫   | 55        | ダイタクヤマト         | 474    |
| 0000.11.12 | 東京         | 根岸S               | GIII   | ダ1200m（良） | 15   | 7    | 13   | 2.8（1人）      | 1着  | 1:10.1（34.3）      | -0.2 | 武幸四郎   | 55        | （エイシンサンルイス） | 474    |
| 2001.01.07 | 中山         | ガーネットS         | GIII   | ダ1200m（良） | 13   | 2    | 2    | 2.3（1人）      | 2着  | 1:09.6（34.8）      | 0.1  | 武幸四郎   | 55        | ビーマイナカヤマ       | 470    |
| 0000.01.29 | 東京         | 根岸S               | GIII   | ダ1400m（不） | 13   | 7    | 11   | 2.3（1人）      | 3着  | 1:22.3（35.0）      | 0.2  | 武幸四郎   | 55        | ノボトゥルー           | 470    |
| 0000.05.03 | 名古屋       | かきつばた記念      | GIII   | ダ1400m（重） | 12   | 1    | 1    | （2人）         | 1着  | 1:25.5              | -0.1 | K.デザーモ | 54        | （ビーチフラッグ）     | 466    |
| 0000.06.17 | 阪神         | プロキオンS         | GIII   | ダ1400m（良） | 16   | 4    | 8    | 1.7（1人）      | 1着  | 1:22.9（35.6）      | -0.8 | K.デザーモ | 55        | （レイズスズラン）     | 468    |
| 0000.07.01 | 函館         | 函館スプリントS     | GIII   | 芝1200m（稍） | 14   | 6    | 11   | 4.6（2人）      | 6着  | 1:10.4（35.8）      | 0.9  | 後藤浩輝   | 56        | メジロダーリング       | 474    |
| 0000.09.29 | 阪神         | シリウスS           | GIII   | ダ1400m（良） | 13   | 2    | 2    | 1.7（1人）      | 1着  | 1:23.7（35.7）      | 0.0  | 四位洋文   | 57        | （トシザミカ）         | 476    |
| 0000.10.31 | 大井         | JBCスプリント       | GI     | ダ1200m（稍） | 14   | 3    | 3    | （2人）         | 2着  | 1:11.6（36.0）      | 0.5  | 四位洋文   | 55        | ノボジャック           | 469    |
| 0000.11.23 | 笠松         | 全日本サラブレッドC | GIII   | ダ1400m（良） | 10   | 4    | 4    | （1人）         | 3着  | 1:26.2              | 0.6  | 四位洋文   | 54        | ゴールドプルーフ       | 478    |
| 2002.01.06 | 東京         | ガーネットS         | GIII   | ダ1200m（良） | 16   | 4    | 8    | 2.0（1人）      | 1着  | 1:10.3（34.3）      | -0.2 | 武豊       | 55        | （サウスヴィグラス）   | 468    |
| 0000.03.23 | ナドアルシバ | ドバイGS            | G1     | ダ1200m（良） | 13   |      | 9    |                 | 5着  |                     | 0.0  | O.ペリエ   | 57        | Caller One             | 不明   |

## 特徴・評価
- 放牧中の牝馬は一般的に上下関係のある群れで過ごすことが多いが、ブロードアピールは群れから離れて1頭で過ごすことが多かった[5]。

- 2013年テレビ朝日「マツコ&有吉の怒り新党」の1コーナー「新・3大〇〇調査会」の中で「新三大競走馬ブロードアピールの走り」と題して、栗東ステークス・根岸ステークス・ガーネットステークスのレースの模様が紹介された[5]。G1勝ち馬でも無い馬が、競馬番組ではない一般番組で扱われるという異例の特集であった。

## 繁殖入り後
引退後はノーザンファーム、のちに坂東牧場で繁殖牝馬として繋養された。直仔からこれといった産駒は出なかったが、4番仔ミスアンコールが日本ダービー優勝馬ワグネリアンを産んだ。またミスアンコールの孫世代からは小倉記念勝ち馬のマリアエレーナが出ている。
2019年をもって繁殖牝馬を引退し、ヴェルサイユリゾートファームにて余生を送っていた。翌2020年に引退名馬繋養展示事業の助成対象馬となった。
2021年9月8日、前日(7日)の昼ごろより体調を崩し、一度回復したものの8日早朝に容体が急変し、老衰で死去したとTwitterのヴェルサイユリゾートファームアカウントから公表された。享年27歳。同日、門別競馬場で行われた9Rに産駒のビービーミューズが出走し優勝。母に捧げる大きな勝利となった。

### 繁殖成績
|        | 馬名               | 生年   | 性     | 毛色   | 父                 | 馬主                                     | 厩舎                                                                                 | 戦績                    | 備考           |        |
| ------ | ------------------ | ------ | ------ | ------ | ------------------ | ---------------------------------------- | ------------------------------------------------------------------------------------ | ----------------------- | -------------- | ------ |
| 初仔   | クイックシューター | 2003年 | 牡     | 鹿毛   | サンデーサイレンス | 金子真人 →金子真人ホールディングス（株） | 名古屋・角田輝也 →栗東・松田国英                                                     | 地方3戦2勝 中央17戦1勝  | （引退・乗馬） | [ 9 ]  |
| 2番仔  | オートクレール     | 2004年 | 牝     | 鹿毛   | アグネスタキオン   | （有）キャロットファーム                 | 美浦・小島茂之                                                                       | 11戦1勝                 | （予後不良）   | [ 10 ] |
| 3番仔  | カイゼリン         | 2005年 | 牝     | 青鹿毛 | アドマイヤベガ     | （有）キャロットファーム                 | 栗東・松田国英                                                                       | 23戦3勝                 | （引退・繁殖） | [ 11 ] |
| 4番仔  | ミスアンコール     | 2006年 | 牝     | 鹿毛   | キングカメハメハ   | 金子真人ホールディングス（株）           | 栗東・池江泰寿                                                                       | 9戦1勝                  | （引退・繁殖） | [ 12 ] |
| 5番仔  | アガルタ           | 2007年 | 牝     | 黒鹿毛 | キングカメハメハ   |                                          | -                                                                                    | 不出走                  | （繁殖）       | [ 13 ] |
| 6番仔  | ブロードピーク     | 2008年 | 牝     | 鹿毛   | ディープインパクト | （有）キャロットファーム                 | 栗東・松田国英                                                                       | 14戦1勝                 | （引退・繁殖） | [ 14 ] |
| 7番仔  | ブロードソード     | 2010年 | 牡 →騸 | 黒鹿毛 | ダイワメジャー     | （有）キャロットファーム →角田喜継       | 栗東・松田国英 →船橋・川島正一 →佐賀・山下定文                                       | 中央19戦3勝 地方25戦2勝 | （引退）       | [ 15 ] |
| 8番仔  | チュウワアピール   | 2011年 | 牝     | 青鹿毛 | マンハッタンカフェ | 中西忍                                   | 栗東・大久保龍志 →笠松・加藤幸保 →美浦・金成貴史                                     | 中央9戦0勝 地方8戦3勝   | （引退・繁殖） | [ 16 ] |
| 9番仔  | アドマイヤシャイ   | 2012年 | 牝     | 黒鹿毛 | キンシャサノキセキ | 近藤利一                                 | 栗東・梅田智之                                                                       | 22戦4勝                 | （引退・繁殖） | [ 17 ] |
| 10番仔 | スタンリープール   | 2013年 | 牝     | 黒鹿毛 | キンシャサノキセキ | （有）キャロットファーム                 | 栗東・吉田直弘                                                                       | 5戦0勝                  | （引退・繁殖） | [ 18 ] |
| 11番仔 | ブロードアリュール | 2014年 | 牡 →騸 | 鹿毛   | ゴールドアリュール | （有）シルクレーシング                   | 美浦・尾関知人                                                                       | 10戦3勝                 | （引退）       | [ 19 ] |
| 12番仔 | ビービーアピール   | 2015年 | 牡     | 黒鹿毛 | ビービーガルダン   | （有）坂東牧場 →成富直行                 | 北海道・田中淳司 →大井・村上頼章 →北海道・田中淳司 →北海道・柳澤好美 →佐賀・手島勝利 | 26戦3勝                 | （引退・乗馬） | [ 21 ] |
| 13番仔 | デスパシート       | 2016年 | 牝     | 青鹿毛 | パイロ             | （有）坂東牧場                           | 栗東・武幸四郎 →北海道・角川秀樹 →船橋・稲益貴弘 →栗東・武幸四郎 →船橋・稲益貴弘     | 29戦10勝                | （引退・繁殖） | [ 23 ] |
| 14番仔 | ビービーミューズ   | 2018年 | 牝     | 黒鹿毛 | ビービーガルダン   | （有）坂東牧場                           | 北海道・田中淳司 →船橋・稲益貴弘 →北海道・櫻井拓章 →大井・村上頼章                   | 22戦6勝                 | （引退・繁殖） | [ 24 ] |

## 血統表
| ブロードアピールの血統（ヒムヤー系） | ブロードアピールの血統（ヒムヤー系）       | ブロードアピールの血統（ヒムヤー系）       | （血統表の出典）                           | （血統表の出典） |
| 父 Broad Brush 1983 鹿毛             | 父の父Ack Ack 1966 鹿毛                    | Battle Joined                              | Armageddon                                 | Armageddon       |
| 父 Broad Brush 1983 鹿毛             | 父の父Ack Ack 1966 鹿毛                    | Battle Joined                              | Ethel Walker                               |                  |
| 父 Broad Brush 1983 鹿毛             | 父の父Ack Ack 1966 鹿毛                    | Fast Turn                                  | Turn-to                                    | Turn-to          |
| 父 Broad Brush 1983 鹿毛             | 父の父Ack Ack 1966 鹿毛                    | Fast Turn                                  | Cherokee Rose                              |                  |
| 父 Broad Brush 1983 鹿毛             | 父の母Hay Patcher 1973 鹿毛                | Hoist the Flag                             | Tom Rolfe                                  | Tom Rolfe        |
| 父 Broad Brush 1983 鹿毛             | 父の母Hay Patcher 1973 鹿毛                | Hoist the Flag                             | Wavy Navy                                  |                  |
| 父 Broad Brush 1983 鹿毛             | 父の母Hay Patcher 1973 鹿毛                | Turn to Talent                             | Turn-to                                    | Turn-to          |
| 父 Broad Brush 1983 鹿毛             | 父の母Hay Patcher 1973 鹿毛                | Turn to Talent                             | Hidden Talent                              |                  |
| 母 Valid Allure 1985 黒鹿毛          | 母の父Valid Appeal 1972 黒鹿毛             | In Reality                                 | Intentionally                              | Intentionally    |
| 母 Valid Allure 1985 黒鹿毛          | 母の父Valid Appeal 1972 黒鹿毛             | In Reality                                 | My Dear Girl                               |                  |
| 母 Valid Allure 1985 黒鹿毛          | 母の父Valid Appeal 1972 黒鹿毛             | Desert Trial                               | Moslem Chief                               | Moslem Chief     |
| 母 Valid Allure 1985 黒鹿毛          | 母の父Valid Appeal 1972 黒鹿毛             | Desert Trial                               | Scotch Verdict                             |                  |
| 母 Valid Allure 1985 黒鹿毛          | 母の母Alluring Girl 1980 黒鹿毛            | Secretariat                                | Bold Ruler                                 | Bold Ruler       |
| 母 Valid Allure 1985 黒鹿毛          | 母の母Alluring Girl 1980 黒鹿毛            | Secretariat                                | Somethingroyal                             |                  |
| 母 Valid Allure 1985 黒鹿毛          | 母の母Alluring Girl 1980 黒鹿毛            | Water Cress                                | Hail to Reason                             | Hail to Reason   |
| 母 Valid Allure 1985 黒鹿毛          | 母の母Alluring Girl 1980 黒鹿毛            | Water Cress                                | Hillbrook                                  |                  |
| 母系(F-No.)                          | Hillbrook系(FN:4-r)                        | Hillbrook系(FN:4-r)                        | Hillbrook系(FN:4-r)                        | [ § 2 ]          |
| 5代内の近親交配                      | Turn-to 4･4×5、Alsab 5×5、Princequillo 5×5 | Turn-to 4･4×5、Alsab 5×5、Princequillo 5×5 | Turn-to 4･4×5、Alsab 5×5、Princequillo 5×5 | [ § 3 ]          |
| 出典                                 | 1. 2. 3.                                   | 1. 2. 3.                                   | 1. 2. 3.                                   | 1. 2. 3.         |

- 近親にフィリーズレビュー勝ち馬のサクセスビューティ、その産駒にフェブラリーステークスなどダートGI3勝のサクセスブロッケンがいる。